# شهرستان کوئین‌آن (مریلند)
شهرستان کوئین آن (به انگلیسی: Queen Anne's County) یک منطقهٔ مسکونی در ایالات متحده آمریکا است که در مریلند واقع شده‌است. شهرستان کوئین منطقه آماری است که جزو مناطق آماری شهری مانند بالتیمور- کلمبیا- تاوسن، مریلند و مریلند می‌باشد و به مناطق آماری ترکیبی دی سی، مریلند، ویرجینیا، ویرجینیای غربی و پنسیلوانیا وصل است. پل خلیج چزاپیک از طریق ساحل شرقی به شهرستان کوئین آن آروندل در ساحل غربی وصل است.
شهرستان کوئین آن ۱٬۳۲۳٫۴۹ کیلومتر مربع مساحت دارد.